# Symphytum uplandicum
Symphytum uplandicum eller Uppländsk vallört är en hybrid i familjen strävbladiga växter mellan fodervallört (S. aperum) och äkta vallört (S. officinale) som beskrevs av Nym. Symphytum uplandicum ingår i släktet vallörter. Inga underarter finns listade i Catalogue of Life. Hybriden är en vanlig trädgårdsväxt i Sverige.

## Beskrivning
Uppländsk vallört är till utseendet ett mellanting mellan föräldraarterna. Den blir 50-200 cm hög, har något nedlöpande blad. Blomfärgen kan vara röd, violett eller blå. Delfrukten är vårtig. Hybriden är endast delvis fertil med nedsatt fruktbildning.

## Synonymer
- Symphytum coeruleum Petitmengin ex Thell.
- Symphytum peregrinum J.D.Hooker

## Bildgalleri

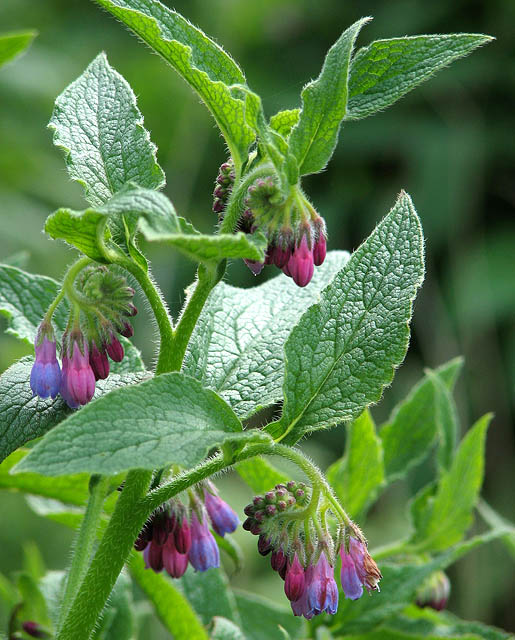
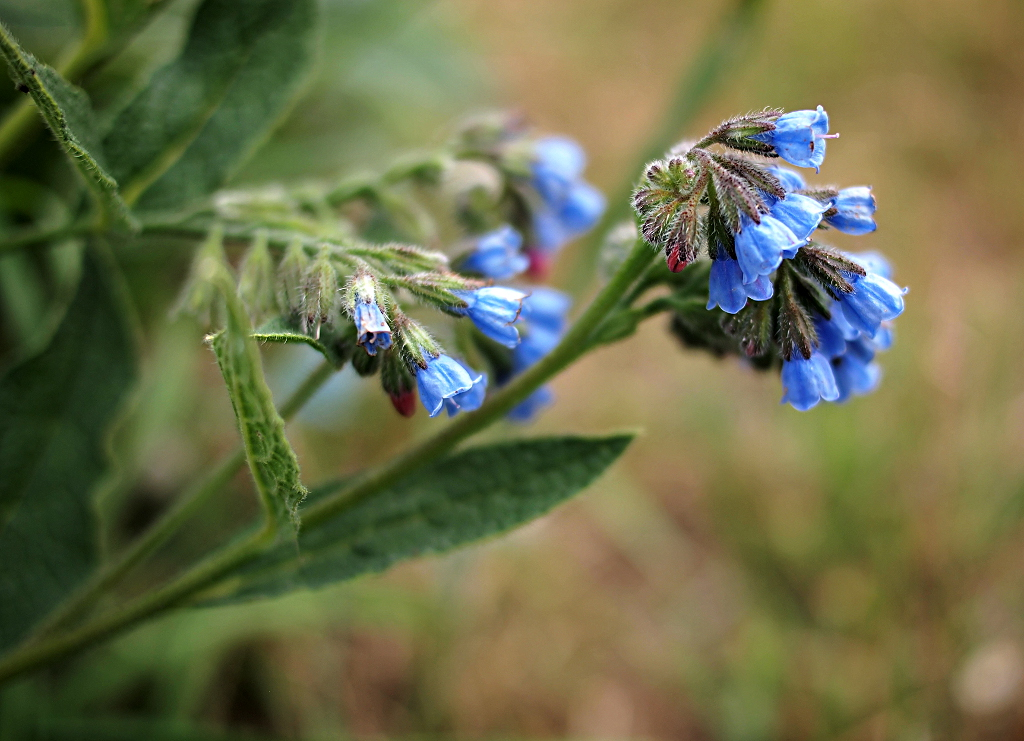
Uppländsk vallört, den blå varianten